# Banco Concepción (monte submarino)
El Banco Concepción es un monte submarino situado en el océano Atlántico.

## Características
Es el monte submarino más extenso de la Provincia de Montes Submarinos de las Islas Canarias (CISP), localizado 90 km al noreste de la isla de Lanzarote. El Banco Concepción, que se yergue 2433 metros por encima del lecho oceánico circundante, alcanza una profundidad mínima de 158 metros que fue durante miles de años la novena isla canaria